# Karolína Mrozková
Karolína Mrozková, známá jako Karo Mrozková (* 30. října 1990 Praha), je česká topmodelka a finalistka národního finále Elite Model Look pro rok 2009.

## Osobní život
Pochází z Průhonic. Studovala na New York University.[zdroj?]

## Modeling
Jako modelka pracuje hlavně v New Yorku, dále pro módní domy v Miláně a Paříži. 